# Giovanni Giorgi (Komponist)
Giovanni Giorgi (* um 1690 in Venetien; † im Juni 1762 in Lissabon; auch Joannis de Georgiis) war ein italienischer Komponist und Priester.

## Leben
Giovanni Giorgi, der nach eigener Aussage aus Venedig stammte, genoss zu Lebzeiten höchstes Ansehen als Musiker. Er erhielt seine Ausbildung am Markusdom in Venedig, wo er den dort gepflegten Stil erlernte. Giorgi trat im September 1719 die Nachfolge von Giuseppe Ottavio Pitoni als maestro di cappella an der päpstlichen Basilika S. Giovanni Laterano in Rom an. Im Januar 1725 fand er eine Anstellung als mestre de capela am Hof von Lissabon.

## Werk
Giorgis kompositorisches Schaffen umfasst rund 600 Werke der Kirchenmusik (teils mit instrumentaler Begleitung), darunter 33 mehrchörige Messen mit zum Teil 16-stimmiger Besetzung, sowie einigen wenigen weltlichen Kantaten. Sein Frühwerk entstand in Rom, in seinem Schaffen spiegelt sich der stilistische Übergang vom Hochbarock zur Vorklassik wider. Giovanni Giorgi vereinte die verschiedenen stilistischen Tendenzen der römischen Schule, bis hin zur Verwendung von kurzen instrumentalen Ouvertüren, wobei die liturgische Funktion immer den Vorrang hat. Die 16-stimmige Messe Servite Domino enthält zahlreiche stilistische Elemente von Orazio Benevoli.
Viele seiner Werke befinden sich, größtenteils unerforscht, im Archiv der Kathedrale von Lissabon, wo sie vom folgenschweren Erdbeben von 1755 verschont blieben, sowie in den Archiven der Lateranbasilika und von Santa Maria Maggiore. Die in den beiden letzten Lebensjahrzehnten entstandenen Werke (Kathedralarchiv Lissabon) galten lange als verschollen. In dieser Schaffensperiode vollzieht Giorgi den Wandel vom Hochbarock zu Vorklassik.
- 33 Messe per 2, 4, 8 e 16 voci e strumenti
- 145 Graduali per 2, 4 e 8 voci e strumenti
- 137 Antifone per 2 e 4 voci e strumenti
- 152 Offertori per 2, 4 e 8 voci e strumenti
- 162 Salmi per 4, 5 e 8 voci e organo
- 49 Hymnen per 4 voci
- 20 Responsori per 4 e 8 voci e strumenti
- 162 Mottetti per 2, 4 e 8 e strumenti
- 5 Sequenze per 4 voci
- Varie lamentazioni per 8 voci
- Canone in subdiapason per 16 voci (1719 ca.)
- 5 Cantate per soprano e organo
- Vari madrigali per 5 voci